# Fury (Schiff, 1935)
HMS Fury (H76) war ein Zerstörer der F-Klasse der britischen Royal Navy, der 1935 in Dienst kam. Im Zweiten Weltkrieg wurde der Zerstörer mit den Battle Honours „Spartivento 1940“, „Mediterranean 1941“, „Malta Convoys 1941–42“, „Atlantic 1941–43“, „Arctic 1942–43“, „Sicily 1943“, „Salerno 1943“, „Aegean 1943“ und „Normandy 1944“ ausgezeichnet. Am 21. Juni 1944 wurde die Fury durch einen Minentreffer vor der Normandie schwer beschädigt und nicht wieder repariert.

## Baugeschichte
Das Schiff wurde am 17. März 1933 aus dem Haushalt 1932 bestellt. Die Kiellegung des Zerstörers der F-Klasse erfolgte am 19. Mai 1933 bei J. Samuel White in Cowes, Isle of Wight und vom Stapel lief die Fury am 10. September 1934. In Dienst gestellt wurde der Zerstörer am 18. Mai 1935.

Die Fury war das 11. Schiff mit diesem Namen in der Royal Navy. Zuletzt hatte den Namen von 1911 bis 1921 der Zerstörer Fury der Acorn-Klasse geführt.

## Einsatzgeschichte
Zusammen mit ihren Schwesterschiffen bildete die HMS Fury zunächst die 6. Zerstörerflottille bei der Home Fleet. Die 6. Flottille verlegte von September 1935 bis April 1936 wegen der Abessinienkrise zwischen Großbritannien und Italien nach Gibraltar. Der spanische Bürgerkrieg führte dann schon ab Januar 1936 zur Beteiligung der Flottille an den sogenannten Neutralitätspatrouillen vor der südspanischen Küste und ab April mit einem Teil der Flottille vor den spanischen Häfen an der Biskaya. Ein Teil der Flottille wurde für diese Aufgaben bei Bedarf bis 1939 neben dem Einsatz der Flottille bei der Home Fleet abgestellt.
Am 11. Dezember 1936 verließ Edward VIII. am Tag nach seiner Abdankung auf der Fury Großbritannien nach Boulogne-sur-Mer.
Ab Mai 1939 gehörte die Fury zur „8th Destroyer Flotilla“, da die Flottille umbenannt wurde, als die bis dahin separat nummerierten Flottillen der Tribal-Zerstörer in das Nummernsystem eingeordnet wurden.

### Kriegseinsätze
Nach dem Kriegsbeginn verblieb das Schiff bei der Home Fleet, wurde allerdings zusammen mit anderen Zerstörern wiederholt zur U-Jagd eingesetzt. Mit der 8. Flottille wurde der Zerstörer meist zum Schutz der schweren Einheiten der Home Fleet eingesetzt. Ende 1939 gehörte er zur Sicherung der Schlachtschiffs Nelson, als es beim Einlaufen nach Loch Ewe auf eine Mine lief und schwer beschädigt wurde.
Am 17. April 1940 gehörte die Fury zur Sicherung des beschädigten Schweren Kreuzers Suffolk, der nach seinem Artillerieangriff auf die deutsche Luftwaffenbasis bei Stavanger durch einen Bombentreffer seine Ruder verloren hatte und mit verminderteter Geschwindigkeit und mit den Maschinen steuernd über die Nordsee nach Scapa Flow zurücklief. Anfang Mai 1940 wurden die Fury sowie Fortune und Foresight von der Flottille nach Harwich abgegeben, um unter dem „Nore Command“ etwaigen deutschen Aktivitäten in der südlichen Nordsee zu begegnen. Auf dem Marsch nach Süden mit anderen Zerstörern wurde sie zur Unterstützung des schwer beschädigten Zerstörers Kelly kommandiert, der im Schlepp der Bulldog einen englischen Hafen erreichen wollte. Zur Sicherung des Schleppzuges wurden auch noch die Zerstörer Kandahar und Gallant herangezogen. Der Verband wurde am 10. Mai durch die Luftwaffe angegriffen, erreichte aber schließlich den Tyne. Die Fury nahm mit den vorgenannten Schwesterschiffen am 18. Mai ihren Dienst in Harwich auf.

### Verlegung zur Force H
Im Juni 1940 wies die Admiralität Fury der neu gebildeten Force H zu, die in Gibraltar stationiert war. Verlegt wurde die 8. Flottille mit Faulknor, Foresight, Forester, Firedrake, Fortune und Greyhound.
Erste Aufgabe des neuen Verbandes war die Neutralisierung der französischen Marine in Mers-el-Kébir (Operation Catapult). Im September wurde das Schiff bei dem gescheiterten Versuch, Dakar zu besetzen (Operation Menace), eingesetzt. Die in diesem Verband eingesetzten 17 Zerstörer stellte die Royal Navy. Neben der Fury gehörten auch die Faulknor, Foresight, Fortune und Forester zu diesem Verband.
Anschließend nahm es an der Besetzung von Französisch-Kamerun durch frei-französische und britische Truppen teil (siehe Faulknor).
Am 7. November 1940 gehörte die Fury mit Faulknor, Duncan, Firedrake, Fortune und Forester zum Verband der von Gibraltar ins Mittelmeer auslaufenden Force H mit dem Träger Ark Royal und dem Kreuzer Sheffield unter Vizeadmiral James Somerville, der „Force F“ mit dem Schlachtschiff Barham, den Kreuzern Berwick und Glasgow sowie den Zerstörer Encounter, Gallant, Greyhound und Griffin als Verstärkung für die Mittelmeerflotte bis südlich Sardinien begleitete. Die Zerstörer Faulknor, Fortune und Fury führten die „Force F“ als Minensucher nach Malta, die dort 2150 Soldaten als Verstärkung auszuschiffte. In der Nacht vom 9. zum 10. November passierte der Verband in der Straße von Sizilien unentdeckt die italienische „14. Zerstörer-Flottille“ mit Vivaldi, Da Noli, Pancaldo, Malocello. Die Force F vereinigte sich mit der von Osten kommenden Mittelmeerflotte südlich Malta. Die als schnelle Minensucher genutzten Zerstörer liefen dann zur Force H zurück.

Ab dem 15. November folgte der nächste Einsatz mit der Force H und den Zerstörern Faulknor, Fortune, Wishart, Forester, Firedrake, Duncan und Foxhound in das Gebiet südwestlich Sardinien, bei dem die Argus zwölf Hurricane-Jäger und zwei Skua-Bomber zum Flug nach Malta startete (Operation White), von denen wegen starken Gegenwinds nur vier Hurricane und eine Skua das Ziel erreichten. Die Fury nahm auch an der Seeschlacht bei Kap Teulada am 27. November 1940 teil, die sich aus einer Konvoi-Operation durch das Mittelmeer entwickelte.
Auch im folgenden Jahr war der Zerstörer immer wieder mit der Force H im Mittelmeer im Einsatz. Er diente als Eskorte für Flugzeugträger, von denen Jagdflugzeuge nach Malta geflogen wurden, und für Konvois, die meist Kriegsmaterial für die britischen Truppen in Nordafrika und Versorgungsgütern für Malta transportierten. Dabei wurde das Schiff auch als schneller Minensucher genutzt.

Mit der Force H (Renown, Ark Royal, Sheffield sowie Faulknor, Foresight, Forester, Foxhound, Fury und Hesperus) war das Schiff anfangs auch an der Suche nach der Bismarck beteiligt, musste jedoch wegen Treibstoffmangels beim Vorstoß der schweren Einheiten nach Norden zurückbleiben. Bei einem folgenden Vorstoß in den Atlantischen Ozean mit Faulknor, Foxhound, Forester und Fearless im Zuge der Suche nach deutschen Versorgern versenkte sich der deutsche Blockadebrecher Alstertor am 23. Juni 1941 bei der Annäherung der Zerstörergruppe selbst. Neben der deutschen Besatzung werden auch 78 ehemalige Gefangene des Hilfskreuzers Atlantis gerettet. In den folgenden Monaten lief der Zerstörer mehrfach als Teil der Sicherung für weitere Malta-Konvois ins Mittelmeer. Der letzte Einsatz erfolgte im September 1941.

### Wieder bei der Home Fleet
Im Oktober 1941 kehrte die Fury zur Home Fleet zurück, wurde für die weitere Verwendung am Humber überholt und erhielt zusätzlich zwei 20-mm-Oerlikon-Maschinenkanonen.
Ab dem Frühjahr 1942 diente die Fury dann mehrfach als Eskorte von Nordmeergeleitzügen, mit denen die Sowjetunion mit Kriegsmaterial beliefert wurde. Erstmals kam der Zerstörer bei der Ferndeckung der Geleitzüge PQ 12 von Island nach Murmansk und dem in Gegenrichtung laufenden Geleitzug QP 8 zum Einsatz. Die deutsche Luftaufklärung entdeckte am 5. März PQ 12 und am 6. ging die Tirpitz mit vier Zerstörern von Trondheim in See, um den Geleitzug abzufangen. Die deutschen Überwassereinheiten entdeckten die Geleitzüge nicht und brachen nach der Versenkung eines Nachzüglers von QP 8 ihren Vorstoß ab. Die Briten erwarteten den sofortigen Rückmarsch der Tirpitz nach Trondheim und entsandten mit Faulknor, Fury, Intrepid, Icarus, Bedouin, Eskimo, Tartar und Punjabi acht ihrer zwölf Zerstörer auf eine Position nahe Bodø, wo sie in der Nacht zum 12. März das deutsche Schlachtschiff angreifen sollten. Der Plan scheiterte, da die Tirpitz noch einen Tag in Narvik verblieb, ehe sie den Rückmarsch antrat. Die britischen Zerstörer konnten sich unentdeckt zurückziehen.
Beim folgenden Nordmeergeleit PQ 13 bildete Fury mit dem Zerstörer Eclipse, dem Hunt-Zerstörer Lamerton, zwei U-Jagd-Trawlern und drei ehemals norwegischen Walfangbooten die Sicherung des am 23. März Island verlassenden Konvois. Später stieß der Leichte Kreuzer Trinidad noch zum Geleitzug. Ein schwerer Sturm vom 25. bis zum 27. März führte zu einer weitgehenden Auflösung des Verbandes. Die Sicherungsschiffe bemühten sich, die Schiffe des Geleitzuges wieder zusammenzuführen. Am Morgen des 29. liefen Trinidad und Fury vor einem wieder zusammengeführten Teil und suchten nach einer zweiten Gruppe, die sich auch wiedergefunden hatte und zu der aus der Kola-Bucht schon die Oribi mit zwei sowjetischen Zerstörern gestoßen war. Dabei trafen sie auf die deutschen Zerstörer Z 24, Z 25 und Z 26, die am 28. März aus Kirkenes zum Angriff auf den Geleitzug ausgelaufen waren, nachdem ein BV-138-Flugboot Transporter des Geleitzugs gesichtet hatte. In einem durch heftiges Schneetreiben behinderten Gefecht konnte die Trinidad radargestützt Z 26 manövrierunfähig schießen. Als sie diesen Zerstörer mit einem Torpedo endgültig versenken wollte, wurde der abgeschossene Torpedo – vermutlich wegen eines eingefrorenen Führungskompasses – zu einem Kreisläufer und traf den Kreuzer. Der eigene Torpedo tötete 34 Mann auf dem Kreuzer, dessen Antrieb zeitweise ausfiel und der seine Fahrt nur langsam fortsetzen konnte. Die beiden einsatzfähigen deutschen Zerstörer bargen einen Teil der Besatzung von der sinkenden Z 26 und setzten ihre Suche nach dem Geleitzug fort, von dem sie schon auf dem Anmarsch ein versprengtes Schiff versenkt hatten. Fury verfolgte und beschoss sie weitgehend wirkungslos weiter, irrtümlich soll sie auch die Eclipse beschossen haben. Oribi und die sowjetischen Zerstörer nahmen das Gefecht auf und erhielten Artillerietreffer von den überlegenen deutschen Zerstörern, die das Gefecht abbrachen, da sie keine weiteren Handelsschiffe fanden. Fury kehrte zur beschädigten Trinidad zurück und geleitete sie nach Murmansk. Auf dem Marsch wehrte sie noch einen U-Boot-Angriff ab.
Fury kehrte ab dem 10. April 1942 mit dem QP 10 nach Island zurück, den sie zusammen mit dem Kreuzer Liverpool sowie den Zerstörern Oribi, Punjabi, Eclipse und Marne sicherte. Sie wurde dann Ende Mai bei den Geleitzügen PQ 16 und QP 12 als Teil der Fernsicherung eingesetzt sowie im Juni als Teil der von der Keppel geführten Nahsicherung des PQ 17 neben dem Zerstörer Offa, drei Hunt-Geleitzerstörern und vier Korvetten der Flower-Klasse. Der Konvoi wurde wegen eines erwarteten Angriffs schwerer deutscher Einheiten am 4. Juli 1942 aufgelöst und erlitt durch U-Boote und die Luftwaffe schwere Verluste.

#### Einsatz bei Operation Pedestal
Im August 1942 wurde die Fury mit anderen Einheiten der Home Fleet im Mittelmeer bei der Operation Pedestal, einem lebenswichtigen Versorgungsgeleit für Malta, eingesetzt. Sie bildet mit vier Kreuzern und den Zerstörern Ashanti, Intrepid, Icarus, Foresight, Pathfinder und Penn sowie der Derwent, Bramham, Bicester und Ledbury der Hunt-Klasse die Geleitsicherung der dreizehn für Malta bestimmten Transporter und des einen Tankers. Foresight wurde im Sherki-Kanal als Minensucher eingesetzt. Der Geleitzug wurde frühzeitig erkannt und von U-Booten und den Luftwaffen der Achsenmächte fast permanent angegriffen. Die Geleitsicherung verlor bei diesen Angriffen und noch zusätzlichen Schnellbootangriffen nahe Sizilien die drei Kreuzer Nigeria, Cairo und Manchester und den Zerstörer Foresight.

Obwohl nur vier Frachtschiffe und der beschädigte Tanker Ohio Malta erreichten, sicherten sie das Fortbestehen der Insel als Einsatzbasis im Zufahrtsweg der Achsenmächte zum nordafrikanischen Kriegsschauplatz. Die Fury verließ Malta am 14. August mit den Kreuzern Kenya und Charybdis und den Zerstörern Ashanti, Intrepid, Icarus und Pathfinder und erreichte mit diesen trotz weitere Luftangriffe Gibraltar.

#### Weitere Einsätze im Nordmeer und Nordatlantik
Ab Herbst 1942 folgten erneut Einsätze im Nordmeer. So im September 1942 als Teil des von der Scylla geführten, sogenannten „Fighting Escort“ von 16 Zerstörern, darunter auch die Faulknor, am PQ 18 und dann mit Faulknor, Marne, Meteor, Milne, Offa, Onslaught, Onslow und Tartar beim entgegen laufenden Geleitzug QP 14. Mit diesem fuhr die Fury im Dezember wieder zusammen mit der Faulknor in einem Verband im Nordmeer, der ggf. JW 51A unterstützen sollte und sicherte dann mit Faulknor, Inglefield, Echo, Eclipse und Beagle ab dem 30. Dezember 1942 das Rückgeleit RA 51, das ohne Feindberührung nach Island und Großbritannien lief. Ab dem 19. Februar 1943 gehörte die Fury wieder zu einer „Fighting Escort Group“ mit dem Kreuzer Scylla und insgesamt dreizehn Zerstörern am Geleitzug JW 53 und mit ab dem 1. März mit neun weiteren Zerstören zum Rückgeleit RA 53; an beiden Einsätzen war auch die Faulknor beteiligt.
Nach ihrer Rückkehr in die heimischen Gewässer wurde Fury ab Frühjahr 1943 zur Sicherung von Atlantik-Konvois verwandt. Sie wurde meist bei der „4th Support Group“ eingesetzt. Diese schnellen Gruppen waren zur Zusammenarbeit mit Geleitträgern und zu Verstärkung der Sicherung angegriffener Geleitzüge gebildet worden und kamen bedingt durch die Einsatzform in der Regel von Island aus zum Einsatz. Einsätze vom Clyde oder von Neufundland aus kamen jedoch vor.

### Unterstützung des alliierten Vormarschs im Mittelmeer
Schon Mitte 1943 war der Zerstörer aber wieder in das Mittelmeer verlegt. Sowohl bei der Operation Husky, der alliierten Landung auf Sizilien, als auch bei der Operation Avalanche (Landung bei Salerno) diente er als Deckung schwerer Verbände. Sie gehörte auch zu den Geleitkräften der an die Alliierten übergebenen Schiffe der italienischen Flotte und kam so Mitte September 1943 nach Alexandria, wo die Fury den Einheiten der Navy für den wenig erfolgreichen Dodekanes-Feldzug zugeteilt wurde.
Am 20./21. September 1943 begann die Fury ihren Einsatz in der Ägäis mit dem Transport von 340 Soldaten und über 50 t Versorgungsgütern von Haifa nach Leros, um die dortige britische Garnison zu verstärken. Nach der Meldung eines deutschen Konvois durch ein britisches U-Boot wurde dieser am 7. Oktober von den Kreuzern Penelope und Sirius sowie den Zerstörern Faulknor und Fury an der Nordostspitze von Stampalia gestellt und zusammengeschossen. Der ablaufende britische Verband wurde in der Scarpanto-Straße von Ju 87 der II./StG.3 und Ju 88 des LG.1 und der II./KG.51 angegriffen und Penelope durch Bombentreffer beschädigt.
Am 15./16. Oktober scheiterte der Versuch des Kreuzers Phoebe, mit Faulknor und Fury einen weiteren Konvoi zu stellen, an deutschen Luftangriffen.
In den folgenden Nächten beschoss die Fury mit der Exmoor und der polnischen Krakowiak bzw. mit Penn und Aldenham deutsche Stellungen auf Leros. Am 29. gehörte der Zerstörer zur Sicherung des beschädigten Kreuzers Birmingham auf dem Weg nach Alexandria.
Ab Dezember 1943 begann eine umfangreichere Überholung des Schiffes auf der Marinewerft in Gibraltar.

### Letzter Einsatz

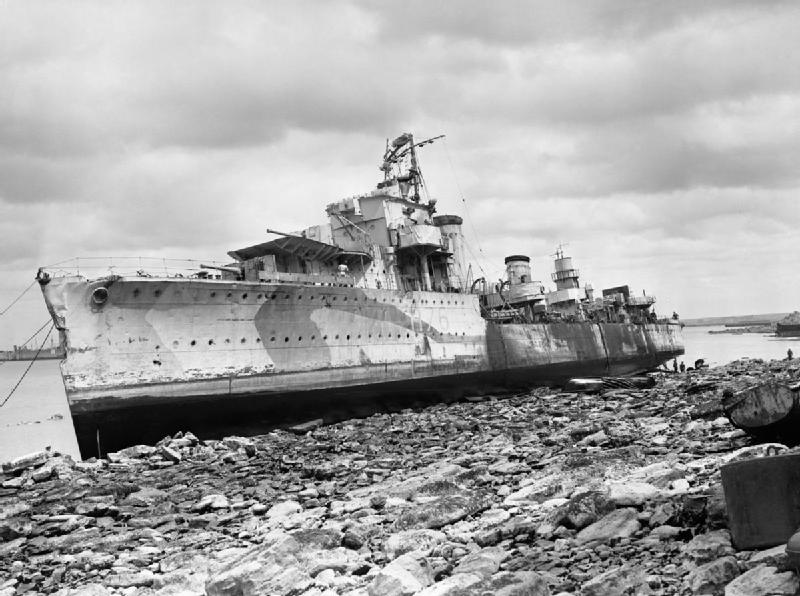
Die nach dem Minentreffer gestrandete Fury

Bei der Landung in der Normandie (Operation Neptune) leistete Fury Artillerie-Unterstützung zunächst für die kanadischen Truppen, die am Juno Beach landeten. In den nächsten Tagen wurde sie auch in anderen Abschnitten eingesetzt. Dabei lief sie am 21. Juni vor Sword Beach auf eine Mine. Nachdem das Schiff wegen Maschinenschadens anschließend noch gestrandet war, wurde wegen der schweren Schäden von einer Reparatur abgesehen.
HMS Fury wurde am 18. September 1944 aus der Liste der aktiven Kriegsschiffe gestrichen und kurz darauf verschrottet.